# CONCACAF-kampioenschap voetbal onder 17 - 2015
Het CONCACAF-kampioenschap voetbal onder 17 van 2015 was de 17e editie van het CONCACAF-kampioenschap voetbal onder 17, een toernooi voor nationale ploegen van landen uit  Noord- en Midden-Amerika. De spelers die deelnemen zijn onder de 17 jaar. Er namen twaalf landen deel aan dit toernooi dat van 27 februari tot en met 15 maart in Honduras werd gespeeld. Mexico werd winnaar van het toernooi. In de finale werd Honduras met 3–0 verslagen.
Dit toernooi diende tevens als kwalificatietoernooi voor het wereldkampioenschap voetbal onder 17 van 2015, dat van 17 oktober tot en met 8 november in Chili werd gespeeld. De vier beste landen van dit toernooi plaatsen zich, dat zijn Mexico, Honduras, Verenigde Staten en Costa Rica.

## Gekwalificeerde landen
| Team               | Kwalificatie              | Aantal deelnames |
| ------------------ | ------------------------- | ---------------- |
| Honduras           | gastland                  | 16e              |
| Canada             | Automatisch               | 15e              |
| Mexico             | Automatisch               | 15e              |
| Verenigde Staten   | Automatisch               | 16e              |
| Haïti              | Caraïbische zone          | 6e               |
| Saint Lucia        | Caraïbische zone          | 2e               |
| Jamaica            | Caraïbische zone          | 12e              |
| Cuba               | Caraïbische zone          | 9e               |
| Trinidad en Tobago | Caraïbische zone          | 13e              |
| Costa Rica         | Centraal-Amerikaanse zone | 14e              |
| Panama             | Centraal-Amerikaanse zone | 7e               |
| Guatemala          | Centraal-Amerikaanse zone | 10e              |

## Stadions
| San Pedro Sula                               | San Pedro Sula                                    |
| -------------------------------------------- | ------------------------------------------------- |
|                                              |                                                   |
| Estadio Francisco Morazán Capaciteit: 18.000 | Estadio Olímpico Metropolitano Capaciteit: 37.325 |
| · San Pedro Sula                             |                                                   |

## Groepsfase

### Groep A
| Pos. | Land               | GW | W | G | V | DV | DT | +/− | Ptn. |
| ---- | ------------------ | -- | - | - | - | -- | -- | --- | ---- |
| 1    | Honduras           | 5  | 3 | 2 | 0 | 9  | 4  | +5  | 11   |
| 2    | Jamaica            | 5  | 3 | 1 | 1 | 9  | 5  | +4  | 10   |
| 3    | Verenigde Staten   | 5  | 3 | 1 | 1 | 13 | 4  | +9  | 10   |
| 4    | Guatemala          | 5  | 1 | 1 | 3 | 7  | 9  | –2  | 4    |
| 5    | Cuba               | 5  | 0 | 4 | 1 | 4  | 9  | –5  | 4    |
| 6    | Trinidad en Tobago | 5  | 0 | 1 | 4 | 4  | 16 | –12 | 1    |

|                        |                                         |     |                    |                                                                                 |
| 27 februari 2015 14:30 | Guatemala                               | 4–1 | Trinidad en Tobago | Estadio Francisco Morazán, San Pedro Sula Scheidsrechter: Ricardo Montero (CRC) |
| 27 februari 2015 14:30 | Raymundo 2', 54' Valdez 10' Lemus 45+2' |     | Julien 45'         | Estadio Francisco Morazán, San Pedro Sula Scheidsrechter: Ricardo Montero (CRC) |

|                        |                                    |     |      |                                                                                  |
| 27 februari 2015 17:00 | Verenigde Staten                   | 5–0 | Cuba | Estadio Francisco Morazán, San Pedro Sula Scheidsrechter: Mathieu Bourdeau (CAN) |
| 27 februari 2015 17:00 | Arellano 5' Gallardo 40', 65', 88' |     |      | Estadio Francisco Morazán, San Pedro Sula Scheidsrechter: Mathieu Bourdeau (CAN) |

|                        |                        |     |         |                                                                              |
| 27 februari 2015 19:30 | Honduras               | 2–0 | Jamaica | Estadio Francisco Morazán, San Pedro Sula Scheidsrechter: Kimbell Ward (SKN) |
| 27 februari 2015 19:30 | Vuelto 12' Alvarez 78' |     |         | Estadio Francisco Morazán, San Pedro Sula Scheidsrechter: Kimbell Ward (SKN) |

|                    |                            |     |            |                                                                             |
| 2 maart 2015 14:30 | Jamaica                    | 2–1 | Guatemala  | Estadio Francisco Morazán, San Pedro Sula Scheidsrechter: Drew Fisher (CAN) |
| 2 maart 2015 14:30 | Adamolekun 13' Dawkins 90' |     | Mendez 26' | Estadio Francisco Morazán, San Pedro Sula Scheidsrechter: Drew Fisher (CAN) |

|                    |                    |                         |                  |                                                                               |
| 2 maart 2015 17:00 | Trinidad en Tobago | 0–2                     | Verenigde Staten | Estadio Francisco Morazán, San Pedro Sula Scheidsrechter: Adrian Skeete (BAR) |
| 2 maart 2015 17:00 |                    | Gallardo 31' Wright 71' |                  | Estadio Francisco Morazán, San Pedro Sula Scheidsrechter: Adrian Skeete (BAR) |

|                    |             |     |           |                                                                                    |
| 2 maart 2015 19:30 | Cuba        | 1–1 | Honduras  | Estadio Francisco Morazán, San Pedro Sula Scheidsrechter: César Arturo Ramos (MEX) |
| 2 maart 2015 19:30 | Herrera 78' |     | Grant 50' | Estadio Francisco Morazán, San Pedro Sula Scheidsrechter: César Arturo Ramos (MEX) |

|                    |          |     |                |                                                                              |
| 5 maart 2015 14:30 | Cuba     | 1–1 | Jamaica        | Estadio Francisco Morazán, San Pedro Sula Scheidsrechter: Kimbell Ward (SKN) |
| 5 maart 2015 14:30 | Puga 47' |     | Adamolekun 53' | Estadio Francisco Morazán, San Pedro Sula Scheidsrechter: Kimbell Ward (SKN) |

|                    |           |     |                                   |                                                                                 |
| 5 maart 2015 17:00 | Guatemala | 1–4 | Verenigde Staten                  | Estadio Francisco Morazán, San Pedro Sula Scheidsrechter: Ricardo Montero (CRC) |
| 5 maart 2015 17:00 | Soto 65'  |     | Perez 10', 20', 45+1' DaSilva 48' | Estadio Francisco Morazán, San Pedro Sula Scheidsrechter: Ricardo Montero (CRC) |

|                    |                       |     |                    |                                                                                  |
| 5 maart 2015 19:30 | Honduras              | 2–0 | Trinidad en Tobago | Estadio Francisco Morazán, San Pedro Sula Scheidsrechter: Mathieu Bourdeau (CAN) |
| 5 maart 2015 19:30 | Andrade 53' Quaye 90' |     |                    | Estadio Francisco Morazán, San Pedro Sula Scheidsrechter: Mathieu Bourdeau (CAN) |

|                    |                    |     |                                                         |                                                                             |
| 8 maart 2015 14:30 | Trinidad en Tobago | 1–5 | Jamaica                                                 | Estadio Francisco Morazán, San Pedro Sula Scheidsrechter: Drew Fisher (CAN) |
| 8 maart 2015 14:30 | Powder 44'         |     | Vassell 39' Adamolekun 45+3' Brown 80', 85' Dawkins 90' | Estadio Francisco Morazán, San Pedro Sula Scheidsrechter: Drew Fisher (CAN) |

|                    |      |     |           |                                                                                             |
| 8 maart 2015 17:00 | Cuba | 0–0 | Guatemala | Estadio Francisco Morazán, San Pedro Sula Scheidsrechter: Jose Antonio Kellys Marquez (PAN) |
| 8 maart 2015 17:00 |      |     |           | Estadio Francisco Morazán, San Pedro Sula Scheidsrechter: Jose Antonio Kellys Marquez (PAN) |

|                    |                           |     |                            |                                                                                    |
| 8 maart 2015 19:30 | Verenigde Staten          | 2–2 | Honduras                   | Estadio Francisco Morazán, San Pedro Sula Scheidsrechter: César Arturo Ramos (MEX) |
| 8 maart 2015 19:30 | de la Torre 23' Perez 32' |     | Matamoros 16'} Sanchez 87' | Estadio Francisco Morazán, San Pedro Sula Scheidsrechter: César Arturo Ramos (MEX) |

|                     |                      |     |                      |                                                                                  |
| 11 maart 2015 14:30 | Trinidad en Tobago   | 2–2 | Cuba                 | Estadio Francisco Morazán, San Pedro Sula Scheidsrechter: William Anderson (PUR) |
| 11 maart 2015 14:30 | Riley 65' Powder 71' |     | Puga 6' Borromeo 84' | Estadio Francisco Morazán, San Pedro Sula Scheidsrechter: William Anderson (PUR) |

|                     |                  |                   |         |                                                                                 |
| 11 maart 2015 17:00 | Verenigde Staten | 0–1               | Jamaica | Estadio Francisco Morazán, San Pedro Sula Scheidsrechter: Ricardo Montero (CRC) |
| 11 maart 2015 17:00 |                  | Nelson 57' (pen.) |         | Estadio Francisco Morazán, San Pedro Sula Scheidsrechter: Ricardo Montero (CRC) |

|                     |                             |     |            |                                                                                  |
| 11 maart 2015 19:30 | Honduras                    | 2–1 | Guatemala  | Estadio Francisco Morazán, San Pedro Sula Scheidsrechter: Mathieu Bourdeau (CAN) |
| 11 maart 2015 19:30 | Rivera 8' (pen.) Vuelto 38' |     | Garcia 26' | Estadio Francisco Morazán, San Pedro Sula Scheidsrechter: Mathieu Bourdeau (CAN) |

### Groep B
| Pos. | Land        | GW | W | G | V | DV | DT | +/− | Ptn. |
| ---- | ----------- | -- | - | - | - | -- | -- | --- | ---- |
| 1    | Mexico      | 5  | 3 | 2 | 0 | 13 | 3  | +10 | 11   |
| 2    | Canada      | 5  | 3 | 1 | 1 | 10 | 6  | +4  | 10   |
| 3    | Costa Rica  | 5  | 3 | 1 | 1 | 13 | 5  | +8  | 10   |
| 4    | Panama      | 5  | 3 | 0 | 2 | 15 | 7  | +8  | 9    |
| 5    | Haïti       | 5  | 1 | 0 | 4 | 6  | 17 | –11 | 3    |
| 6    | Saint Lucia | 5  | 0 | 0 | 5 | 4  | 23 | –19 | 0    |

|                        |             |     |                                          |                                                                                    |
| 28 februari 2015 14:30 | Panama      | 1–3 | Mexico                                   | Estadio Olímpico Metropolitano, San Pedro Sula Scheidsrechter: Óscar Moncada (HON) |
| 28 februari 2015 14:30 | Córdoba 37' |     | Zamudio 5' Chanis 25' (e.d.) Aguirre 54' | Estadio Olímpico Metropolitano, San Pedro Sula Scheidsrechter: Óscar Moncada (HON) |

|                        |             |                               |            |                                                                                  |
| 28 februari 2015 17:00 | Saint Lucia | 0–4                           | Costa Rica | Estadio Olímpico Metropolitano, San Pedro Sula Scheidsrechter: Karl Tyrell (JAM) |
| 28 februari 2015 17:00 |             | Reyes 31', 52' Masis 49', 68' |            | Estadio Olímpico Metropolitano, San Pedro Sula Scheidsrechter: Karl Tyrell (JAM) |

|                        |                                     |     |           |                                                                                       |
| 28 februari 2015 19:30 | Canada                              | 3–1 | Haïti     | Estadio Olímpico Metropolitano, San Pedro Sula Scheidsrechter: Christopher Reid (BLZ) |
| 28 februari 2015 19:30 | Ewart 34' Baldisimo 45+2' Chung 73' |     | Damus 32' | Estadio Olímpico Metropolitano, San Pedro Sula Scheidsrechter: Christopher Reid (BLZ) |

|                    |       |                                                                           |        |                                                                                      |
| 3 maart 2015 14:30 | Haïti | 0–7                                                                       | Panama | Estadio Olímpico Metropolitano, San Pedro Sula Scheidsrechter: Edvin Jurisevic (USA) |
| 3 maart 2015 14:30 |       | Córdoba 9', 20' Avila 13', 51' Beckles 19' Carrasquilla 44' Rodríguez 79' |        | Estadio Olímpico Metropolitano, San Pedro Sula Scheidsrechter: Edvin Jurisevic (USA) |

|                    |                                                              |     |             |                                                                                    |
| 3 maart 2015 17:00 | Mexico                                                       | 6–0 | Saint Lucia | Estadio Olímpico Metropolitano, San Pedro Sula Scheidsrechter: Mario Escobar (GUA) |
| 3 maart 2015 17:00 | Torres 43', 90+4' Magaña 58' Gurrola 61', 76' Kevin Lara 72' |     |             | Estadio Olímpico Metropolitano, San Pedro Sula Scheidsrechter: Mario Escobar (GUA) |

|                    |                               |     |                                       |                                                                                       |
| 3 maart 2015 19:30 | Costa Rica                    | 2–3 | Canada                                | Estadio Olímpico Metropolitano, San Pedro Sula Scheidsrechter: William Anderson (PUR) |
| 3 maart 2015 19:30 | Martínez 17' (pen.) Reyes 47' |     | Ewart 31' Sagno 57' (pen.) Sadiki 67' | Estadio Olímpico Metropolitano, San Pedro Sula Scheidsrechter: William Anderson (PUR) |

|                    |                                    |     |          |                                                                                       |
| 6 maart 2015 14:30 | Costa Rica                         | 4–1 | Haïti    | Estadio Olímpico Metropolitano, San Pedro Sula Scheidsrechter: Christopher Reid (BLZ) |
| 6 maart 2015 14:30 | Daly 3', 8' Reyes 67' González 69' |     | Dede 21' | Estadio Olímpico Metropolitano, San Pedro Sula Scheidsrechter: Christopher Reid (BLZ) |

|                    |                                                   |     |                         |                                                                                  |
| 6 maart 2015 17:00 | Panama                                            | 6–2 | Saint Lucia             | Estadio Olímpico Metropolitano, San Pedro Sula Scheidsrechter: Karl Tyrell (JAM) |
| 6 maart 2015 17:00 | Córdoba 17', 18', 33' Beckles 36', 40' Picart 74' |     | Philip 12' Nicholas 82' | Estadio Olímpico Metropolitano, San Pedro Sula Scheidsrechter: Karl Tyrell (JAM) |

|                    |            |     |            |                                                                                    |
| 6 maart 2015 19:30 | Canada     | 1–1 | Mexico     | Estadio Olímpico Metropolitano, San Pedro Sula Scheidsrechter: Óscar Moncada (HON) |
| 6 maart 2015 19:30 | Borges 41' |     | Torres 19' | Estadio Olímpico Metropolitano, San Pedro Sula Scheidsrechter: Óscar Moncada (HON) |

|                    |                              |     |       |                                                                                      |
| 9 maart 2015 14:30 | Mexico                       | 2–0 | Haïti | Estadio Olímpico Metropolitano, San Pedro Sula Scheidsrechter: Tristley Bassue (SKN) |
| 9 maart 2015 14:30 | Venegas 71' López 38' (pen.) |     |       | Estadio Olímpico Metropolitano, San Pedro Sula Scheidsrechter: Tristley Bassue (SKN) |

|                    |                              |     |        |                                                                                      |
| 9 maart 2015 17:00 | Costa Rica                   | 2–0 | Panama | Estadio Olímpico Metropolitano, San Pedro Sula Scheidsrechter: Edvin Jurisevic (USA) |
| 9 maart 2015 17:00 | Blackman 77' (e.d.) Daly 87' |     |        | Estadio Olímpico Metropolitano, San Pedro Sula Scheidsrechter: Edvin Jurisevic (USA) |

|                    |             |     |                               |                                                                                    |
| 9 maart 2015 19:30 | Saint Lucia | 1–3 | Canada                        | Estadio Olímpico Metropolitano, San Pedro Sula Scheidsrechter: Mario Escobar (GUA) |
| 9 maart 2015 19:30 | Winter 44'  |     | Sagno 34' Ewart 35' Tabla 57' | Estadio Olímpico Metropolitano, San Pedro Sula Scheidsrechter: Mario Escobar (GUA) |

|                     |             |     |              |                                                                                    |
| 12 maart 2015 14:30 | Mexico      | 1–1 | Costa Rica   | Estadio Olímpico Metropolitano, San Pedro Sula Scheidsrechter: Adrian Skeete (BAR) |
| 12 maart 2015 14:30 | Zamudio 50' |     | Sequeira 85' | Estadio Olímpico Metropolitano, San Pedro Sula Scheidsrechter: Adrian Skeete (BAR) |

|                     |             |     |                              |                                                                                                  |
| 12 maart 2015 17:00 | Saint Lucia | 1–4 | Haïti                        | Estadio Olímpico Metropolitano, San Pedro Sula Scheidsrechter: Jose Antonio Kellys Marquez (PAN) |
| 12 maart 2015 17:00 | Nicholas 2' |     | Damus 9', 31', 45' Jeudy 64' | Estadio Olímpico Metropolitano, San Pedro Sula Scheidsrechter: Jose Antonio Kellys Marquez (PAN) |

|                     |        |           |        |                                                                                  |
| 12 maart 2015 19:30 | Canada | 0–1       | Panama | Estadio Olímpico Metropolitano, San Pedro Sula Scheidsrechter: Karl Tyrell (JAM) |
| 12 maart 2015 19:30 |        | Santos 9' |        | Estadio Olímpico Metropolitano, San Pedro Sula Scheidsrechter: Karl Tyrell (JAM) |

## Play-off

### Rangschikking
Deze rangschikking is bedoeld om vast te stellen welke landen tegen elkaar spelen in de play-off voor plaatsing voor het wereldkampioenschap. Het land dat eerste eindigt speelt tegen het land dat als vierde in de rangschikking terecht kwam. De twee overige landen spelen ook tegen elkaar. Omdat alle landen 10 punten hadden, en de nummers 1 en 2 ook beide 13 keer gescoord had werd er gekeken naar het doelsaldo om te bepalen welk land eerste eindigt. 
Het doelsaldo van Canada was echter ook gelijk, waardoor gekeken moest worden naar het totale aantal doelpunten dat was gescoord. Canada scoorde 1 keer meer kwam daarmee op de derde plek in de rangschikking terecht.
| Pos. | Land             | Gr | GW | W | G | V | DV | DT | +/− | Ptn. |
| ---- | ---------------- | -- | -- | - | - | - | -- | -- | --- | ---- |
| 1e   | Verenigde Staten | A  | 5  | 3 | 1 | 1 | 13 | 4  | +9  | 10   |
| 1e   | Costa Rica       | B  | 5  | 3 | 1 | 1 | 13 | 5  | +8  | 10   |
| 2e   | Canada           | B  | 5  | 3 | 1 | 1 | 10 | 6  | +4  | 10   |
| 2e   | Jamaica          | A  | 5  | 3 | 1 | 1 | 9  | 5  | +4  | 10   |

### Eerste play-off
|                     |                                           |     |        |                                                                                         |
| 15 maart 2015 15:00 | Costa Rica                                | 3−0 | Canada | Estadio Olímpico Metropolitano, San Pedro Sula Scheidsrechter: César Arturo Ramos (MEX) |
| 15 maart 2015 15:00 | Hernández 18' Reyes 27' Sakiki 74' (e.d.) |     |        | Estadio Olímpico Metropolitano, San Pedro Sula Scheidsrechter: César Arturo Ramos (MEX) |

Costa Rica kwalificeert zich voor het wereldkampioenschap onder 17.

### Tweede play-off
|                     |                                                |     |                                              |                                                                                    |
| 15 maart 2015 18:00 | Verenigde Staten                               | 0−0 | Jamaica                                      | Estadio Olímpico Metropolitano, San Pedro Sula Scheidsrechter: Óscar Moncada (HON) |
| 15 maart 2015 18:00 |                                                |     |                                              | Estadio Olímpico Metropolitano, San Pedro Sula Scheidsrechter: Óscar Moncada (HON) |
| 15 maart 2015 18:00 | Strafschoppen                                  |     |                                              | Estadio Olímpico Metropolitano, San Pedro Sula Scheidsrechter: Óscar Moncada (HON) |
| 15 maart 2015 18:00 | Pulisic Gallardo Barbir Zendejas Nelson Velela | 5−4 | Nelson Hinds Hammond Senior Talbott Marshall | Estadio Olímpico Metropolitano, San Pedro Sula Scheidsrechter: Óscar Moncada (HON) |

Verenigde Staten kwalificeert zich voor het wereldkampioenschap onder 17.

## Finale
|                     |          |                                  |        |                                                                                      |
| 15 maart 2015 21:00 | Honduras | 0−3                              | Mexico | Estadio Olímpico Metropolitano, San Pedro Sula Scheidsrechter: Ricardo Montero (CRC) |
| 15 maart 2015 21:00 |          | Magaña 7' Zamudio 15' Torres 50' |        | Estadio Olímpico Metropolitano, San Pedro Sula Scheidsrechter: Ricardo Montero (CRC) |